# Leon Daelemans
Leon Daelemans (Neerpelt, 18 april 1949) is een Belgisch voormalig baanwielrenner.

## Levensloop
Daelemans behaalde meerdere medailles in het baanwielrennen bij de amateurs. Ook nam hij deel aan de Olympische Zomerspelen van 1972 te München in het onderdeel ploegenachtervolging, alwaar hij met het Belgisch team (dat voorts was samengesteld uit Roger De Beukelaer, Alex Van Linden en Wilfried Wesemael) twaalfde werd in de eindstand.
Hij was afkomstig uit Limburg, maar vestigde zich later te Ekeren.

## Palmares
| Jaar     | BK                                        | EK       | WK       | Overige                                     |
| Amateurs | Amateurs                                  | Amateurs | Amateurs | Amateurs                                    |
| -------- | ----------------------------------------- | -------- | -------- | ------------------------------------------- |
| 1970     | Ploegenachtervolging                      |          |          |                                             |
| 1971     |                                           |          |          |                                             |
| 1972     | Ploegenachtervolging                      |          |          | Olympische Spelen: 12e ploegenachtervolging |
| 1973     | Ploegenachtervolging                      |          |          |                                             |
| 1974     |                                           |          |          |                                             |
| 1975     | Ploegkoers                                |          |          |                                             |
| 1976     | Ploegkoers                                |          |          |                                             |
| 1977     | Derny · ploegkoers · ploegenachtervolging |          |          |                                             |
| 1978     |                                           |          |          |                                             |
| 1979     |                                           |          |          |                                             |
| 1980     | ploegenachtervolging · puntenkoers        |          |          |                                             |